# Donjon de Curçay-sur-Dive
Le donjon de Curçay-sur-Dive est l'un des derniers vestiges de l'ancien château fort, élevé en 1350, qui se dresse sur la commune française de Curçay-sur-Dive dans le département de la Vienne, en région Nouvelle-Aquitaine.
Le donjon fait l'objet d'un classement au titre des monuments historiques.

## Localisation
Le donjon est situé sur les marais de la Dive, à l'ouest du plateau Loudunais, sur la commune de Curçay-sur-Dive, dans le département français de la Vienne.

## Historique
Le château fut élevée en 1350 pour Huet de Curçay.

## Protection aux monuments historiques
Le donjon est classé par arrêté du 28 octobre 1965.